# Romajowie
Romajowie (΄Ρωμαίωι, Romaiōi) również Romejowie – 1. termin określający poddanych cesarza bizantyńskiego, 2. średniowieczne określenie Greków.
Termin Romajowie stanowi grecki odpowiednik łacińskiego słowa Romani (lp. Romanus – ΄Ρωμαίως), i oznacza Rzymian: pierwotnie obywateli miasta Rzym, a po edykcie Karakalli wszystkich wolnych mieszkańców Imperium rzymskiego. Po upadku cesarstwa na zachodzie termin zaczął oznaczać poddanych cesarza wschodniego rezydującego w Konstantynopolu. Od początku VII wieku, kiedy greka wyparła w Bizancjum urzędową łacinę, a w cesarstwie nastąpiło wzmocnienie żywiołu greckiego, zaczął być coraz bardziej utożsamiany z ludnością greckojęzyczną. Poczynając od IX wieku termin nabrał znaczenia polityczno-państwowego związanego z Cesarstwem Bizantyńskim, był też używany w znaczeniu etnicznym na oznaczenie Greków wypierając antyczny termin Hellenowie, który jako pogański nie był akceptowany w chrześcijańskim Bizancjum. Określenie Romoi (grecki obywatel Rzymu) pozwoliło zachować Grekom własną etniczność, a jednocześnie podkreślić chrześcijańskość. Termin Hellenowie powrócił ostatecznie w 1821 po uwolnieniu się Greków spod panowania Imperium Osmańskiego (Ζήτω η Ελλας).

## Cesarz Romajów
Kariera określenia Romajowie w oficjalnej tytulaturze bizantyńskiej wiąże się z koronacją cesarską Karola Wielkiego w roku 800 w Rzymie. W 812 roku rząd bizantyński uznał cesarski tytuł władcy Franków, sankcjonując tym samym istnienie w Europie dwóch cesarzy. Jednocześnie Bizantyńczycy, uznając w Karolu Wielkim cesarza, tytuł cesarza rzymskiego zachowywali wyłącznie dla władcy Bizancjum. W średniowieczu pojęcie cesarstwa łączyło się ściśle ze spuścizną po starożytnym Rzymie i właśnie dla podkreślenia tego związku, z rzadka dotąd stosowany tytuł Βασιλεὺς ΄Ρομαίων (Baslileus Romaiōn), poczynając od panowania cesarza Michała I Rangabeusza stał się oficjalnym tytułem władcy Bizancjum i w krótkim czasie wyparł tytuł bez dodatku. Upowszechnił się na tyle, że w sto lat później władca bułgarski Symeon I przyjmując tytuł basileusa zabiegał o uznanie go przede wszystkim cesarzem Romejów (Συμεὼν έν χρις(τῶ) βασιλεὺς ΄Ρωμέων; Symeōn en Chris(tō) basileus Rōmeōn), natomiast cesarz bizantyński Roman I Lekapen konsekwentnie kwestionował jego pretensje do korony rzymskiej, a nie jego prawa do godności cesarskiej.
Odrodzenie cesarstwa na Zachodzie w 961 roku przeniosło spór na nową płaszczyznę. Karolingowie, w związku z okolicznościami koronacji cesarskiej Karola Wielkiego, nigdy nie zgłaszali pretensji do tytułu cesarzy rzymskich. Otto I koronując się w Rzymie na cesarza Sancti Imperii Romani (Świętego Cesarstwa Rzymskiego) zgłaszał jednocześnie roszczenie do uznania go za spadkobiercę spuścizny po starożytnym Rzymie. Nowy cesarz opanował wkrótce niemal cały Półwysep Apeniński, stanowiący w tym czasie strefę wpływów bizantyńskich, a w 968 roku wysłał poselstwo do Konstantynopola, by w drodze ugody otrzymać rękę córki cesarskiej i w wianie część terytoriów należących jeszcze do Bizancjum. Cesarz bizantyński Nicefor II Fokas potraktował propozycję jako kpinę, uwięził posła, a odsyłając pouczył go, że jego mocodawca nie jest żadnym cesarzem ani Rzymianinem, tylko władcą barbarzyńskiego ludu. W następnych latach to stanowisko Bizancjum zostało załagodzone przez następcę Nicefora Fokasa, Jana Tzimiskesa. Zasadniczo obie strony jednak nie ustąpiły. Cesarze bizantyńscy do końca istnienia Cesarstwa tytułowali się cesarzami Romajów. Pisarze zachodni konsekwentnie odmawiali im tego tytułu, nazywając ich cesarzami Greków.
Po zdobyciu Konstantynopola przez krzyżowców w 1204 roku i utworzeniu na gruzach Bizancjum szeregu państw łacińskich, w tym Cesarstwa Łacińskiego, Grecy podjęli próby odbudowy Cesarstwa Bizantyńskiego. W 1208 roku w Nicei tytuł basileusa i autokratora Romejów przyjął Teodor I Laskarys. W 1219 roku uznali go Wenecjanie. Około 1227 roku po koronę cesarską sięgnął również władca Epiru Teodor Angelos przyjmując tytuł basileusa i autokratora wszystkich Romejów. Cesarstwo Romejów na półwyspie greckim przetrwało do 1242 roku, nicejskie cesarstwo Laskarysów, po odzyskaniu Konstantynopola pod władzą dynastii Paleologów miało przetrwać do 1453 roku. W 1346 po tytuł basileusa Serbów i Romajów sięgnął władca serbski Stefan Urosz IV Duszan, który w wyniku kilku kampanii wojennych pomiędzy 1334 a 1345 rokiem opanował większą część Macedonii i część Tracji, a wobec słabości Cesarstwa Bizantyńskiego wysunął roszczenia do tytułu cesarskiego. Carstwo Serbów i Romajów przestało istnieć ze śmiercią syna Stefana Duszana w 1371 roku, choć pod koniec swego krótkiego istnienia miało dwóch carów w dwóch różnych częściach coraz bardziej rozpadającego się państwa: syna Stefana Duszana, Stefana V Urosza (1355-1371) oraz jego brata Symeona Siniszę (1359-1370).
W 1557 roku historyk niemiecki Heronymus Wolf wprowadził po raz pierwszy termin Cesarstwo Bizantyńskie dla odróżnienia dziejów starożytnego Rzymu od historii cesarstwa średniowiecznych Greków. Termin upowszechnił się w XIX wieku i całkowicie wyparł stosowane jeszcze przez Gibbona określenie cesarstwo rzymskie.

## Romajowie – Grecy
Wielonarodowy i wielowyznaniowy skład ludności wczesnego Cesarstwa Bizantyńskiego uległ w VII wieku znacznemu uproszczeniu. Wskutek postępów armii arabskich Bizancjum utraciło swoje posiadłości afrykańskie i lewantyńskie, zamieszkane przez ludność egipską, syryjską, Berberów i Wandalów. Pod panowaniem arabskim znalazły się też odszczepieńcze kościoły koptyjski i syryjski. Jednocześnie znaczne grupy ludności zwłaszcza spośród mnichów, urzędników i wojskowych uchodziły przed inwazją arabską do Azji Mniejszej i południowej Italii, wzmacniając tym samym element grecki i ortodoksyjny w nowych granicach Bizancjum. Wprawdzie w ramach imperium nadal pozostały spore grupy ludności różnojęzycznej, wśród nich największa może ormiańska, a jednocześnie poprzez Dunaj napłynęły w granice cesarstwa masy ludności słowiańskiej, które dotarły aż na Peloponez, jednak stanowiły one odtąd jedynie pewien, znaczny skądinąd, margines w ogóle ludności greckiej. Ten potężny eksodus ludności greckojęzycznej z terenów podbitych przez Arabów był również motywowany religijnie. Podejmowali go ortodoksi, monofizyci syryjscy i koptyjscy nestorianie nie mieli powodu, by opuszczać swoje rodzinne strony. Przyniosło to w efekcie znaczne ujednolicenie ludności imperium, przyczyniło się do rozwoju greckiego języka ludowego. Dodatkowo wpływy greki wzmocniło odcięcie Bizancjum przez masy słowiańskie od wpływów łacińskich, które zbiegło się z przejściem aparatu administracyjnego cesarstwa na język grecki. W tej sytuacji nie dziwi wzrost poczucia wspólnej tożsamości zasadzającej się na wyznawaniu wspólnej wiary i wspólnym greckim języku.
Dominacja kultury greckiej w okresie późnego cesarstwa rzymskiego przyniosła utożsamienie przez pierwszych chrześcijan określeń helleński i pogański i w konsekwencji marginalizację znaczeń etnicznych i kulturowych, które pierwotnie określenie helleński w sobie niosło. Uczyniło to niemożliwym samookreślenie się konsolidującej się wspólnoty greckojęzycznej jako wspólnoty Hellenów. W tej sytuacji w użycie wszedł termin polityczny, uznający poddanych rzymskiego cesarza Konstantynopola za ΄Ρωμαίωι. Przez znaczną część średniowiecza Grecy mieli w rezultacie określać samych siebie jako Rzymian (Romajów). Dopiero podbój Bizancjum przez krzyżowców i utworzenie na Bałkanach państw łacińskich, a w konsekwencji kontakt z ludnością, która uważała ich za "Greków", a nie "Rzymian", spowodował stopniowe odradzanie się pojęcia Hellenów. Nadal jednak pozostawało w użyciu określenie Romajowie. Nicefor Gregoras w I połowie XIV wieku pisał o cesarzowej Irenie z Montferratu, że: była z pochodzenia Łacinniczką i od Łacinników przejęła zwyczaj, który miała zamiar wprowadzić i u Romejów. O Romejach też pisał swą Historię żyjący w połowie XIV wieku cesarz Jan VI Kantakuzen.
Kronikarz Jan Skylitzes przypisywał Romajom takie cechy jak: duma, szlachetność i prawowierność. Określenie Romajowie nie obejmowało mieszkańców Dalmacji i Italii, pomimo że uznawali oni zwierzchnictwo Bizancjum.
W opracowaniu naukowym dotyczącym tożsamości Bułgarów wskazano na fakt, że jeszcze w 1800 roku ludność zamieszkująca tereny dzisiejszej Bułgarii określała się mianem ortodoksyjny lub synonimem Romaios (Grek), albowiem mieszkańcy Imperium osmańskiego dokonywali między sobą rozróżnień, biorąc pod uwagę przede wszystkim religię, a nie przynależność narodową. Jednak już w 1876, tuż przed powstaniem państwa bułgarskiego, określenie Bułgar dla osoby zamieszkującej tereny dzisiejszej Bułgarii było w pełni akceptowane – powstało poczucie przynależności narodowej – bułgarski nacjonalizm.